# Vasilij Sidorenko
Vasilij Viktorovič Sidorenko (in russo Василий Викторович Сидоренко?; Volgograd, 1º maggio 1961) è un ex martellista russo, fino al 1991 sovietico.

## Palmarès
| Anno | Manifestazione | Sede      | Evento              | Risultato | Misura  | Note |
| ---- | -------------- | --------- | ------------------- | --------- | ------- | ---- |
| 1993 | Mondiali       | Stoccarda | Lancio del martello | 5º        | 78,86 m |      |
| 1994 | Europei        | Helsinki  | Lancio del martello | Oro       | 81,10 m |      |
| 1995 | Mondiali       | Göteborg  | Lancio del martello | 23º       | 71,78 m |      |
| 1996 | Olimpiadi      | Atlanta   | Lancio del martello | 12º       | 74,68 m |      |
| 1997 | Mondiali       | Atene     | Lancio del martello | Bronzo    | 80,76 m |      |
| 1999 | Mondiali       | Siviglia  | Lancio del martello | 17º       | 74,85 m |      |
| 2000 | Olimpiadi      | Sydney    | Lancio del martello | 21º       | 74,72 m |      |
| 2001 | Mondiali       | Edmonton  | Lancio del martello | 21º       | 74,56 m |      |